# Дико Диков
Дико Димитров Диков (Върбан) е български партизанин, офицер, генерал-полковник. Политик от Българската комунистическа партия.

## Биография
Дико Диков е роден на 2 ноември 1910 г. в град Берковица. Завършва Старозагорската гимназия (1929). Учи пет семестъра в Агрономически факултет, но не завършва. След това завършва Школата за запасни офицери-артилерийски отдел (1931). Служи в артилерийски полк в Стара Загора, а след това в поделение в София. Остава на служба в Българската армия. Член на БРП (к) от 1930 г. През август 1933 г. е арестуван обвинения в заговор и осъден на смърт по ЗЗД, но през 1934 г. присъдата му е заменена с доживотен затвор. Лежи в затворите в Плевен, София, Шумен, Стара Загора и Сливен. В кадрова справка за него е определян като левосектант, последовател на Борис Копчев, който впоследствие приема идеите на болшевизма. Освободен през юни 1941 г. Тогава е направен деловодител при ЦК на БКП.
Участва в Съпротивителното движение по време на Втората световна война. Подновява работата си за БРП (к). По Процеса срещу Централния комитет на БРП (к) получава задочна смъртна присъда (1942). От август е изпратен във Враца. Партизанин в Партизански отряд „Гаврил Генов“. Командир на Дванадесета Врачанска въстаническа оперативна зона (1943 – 1944).
След Деветосептемврийския преврат през 1944 г. служи в Българската армия. Командва първи гвардейски артилерийски полк в гвардейската дивизия (септември-декември 1944). Заместник-командир по политическата част на Първа гвардейска пехотна дивизия (декември 1944-октомври 1945) и на бронетанковите войски (октомври 1945 – октомври 1947). През октомври 1947 – ноември 1949 г. учи във Военната академия „Михаил Фрунзе“ в СССР. След завръщането си в България е повишен във военно звание генерал-майор и командва за първа гвардейска дивизия до октомври 1950. От 9 февруари 1950 г. или октомври 1950 е назначен за командир на Първа армия до 1956 г. От 1951 г. е член на Главния военен съвет. Генерал-лейтенант, кандидат-член на Централния комитет (ЦК) на БКП от 1945 до 1954. Член на Централния комитет (ЦК) на БКП от 1954 г. до 1971 г.
През 1955 – 1957 г. завършва Генералщабната академия „Климент Ворошилов“ в СССР. Заместник-министър на отбраната (1955 – 1959) и завеждащ Военния отдел в ЦК на БКП (1959 – 1962). Генерал-полковник от 1962 г.
В навечерието на отстраняването на Антон Югов през 1962 година Диков е поставен от диктатора Тодор Живков за министър на вътрешните работи в кабинета на Югов, след като предшественикът му Георги Цанков е отстранен под предлог, че е отговорен за издевателствата в Ловешкия концентрационен лагер. Запазва поста си и в Правителството на Тодор Живков (1962 – 1966). След Заговора на Горуня предизвиква недоволството на Живков, както заради някогашните си връзки с някои от ръководителите му, така и заради неспособността на вътрешното министерство да разкрие замисляния преврат. Така през 1965 година Държавна сигурност е отделена от Министерството на вътрешните работи, а през 1968 година Диков е отстранен от министерството. Освободен е от военна служба през 1969 г.
В периода 1969 – 1972 г. е посланик в Куба, след което се пенсионира. През 1981 година е обявен за Герой на социалистическия труд (указ № 414 от 5 март 1981), носител на орден „Георги Димитров“ (1959, 1960, 1964, 1970), орден „Народна република България“ – I ст. (1969), орден „9 септември 1944 г.“ – I и II ст. с мечове, "орден „Народна свобода 1941-1944 г.“ – I ст., орден „Червено знаме“, съветски орден „Червено знаме“, съветски орден „Дружба между народите“.
Дико Диков умира на 14 април 1985 г. в София.

## Образование
- Старозагорска гимназия (1929)
- Школа за запасни офицери-артилерийски отдел (1930 – 1931)
- Военна академия „Фрунзе“, СССР (октомври 1947 – ноември 1949)
- Академия на Генералния щаб на армията на СССР „Климент Ворошилов“, СССР (1955 – 1957)

## Военни звания
- генерал-майор – 1949
- генерал-лейтенант – 1954
- генерал-полковник – 1962